# Districte de Vienne
El Districte de Vienne és un dels tres districtes del departament francès de la Isèra, a la regió d'Alvèrnia-Roine-Alps. Té 8 cantons i 99 municipis. El cap del districte és la sotsprefectura de Viena del Delfinat.

## Cantons
cantó de Beaurepaire - cantó de la Côte-Saint-André - cantó de Heyrieux - cantó de Pont-de-Chéruy - cantó de Roussillon - cantó de Saint-Jean-de-Bournay - cantó de Vienne-Nord - cantó de Vienne-Sud

## Categoria
- Cantons de l'Isèra